# Далат-Льєнкхионг (аеропорт)
Міжнародний аеропорт Л'єнкхионг (в'єт. Sân bay Quốc tế Liên Khương), (IATA: DLI, ICAO: VVDL) — цивільний аеропорт, розташований за 30 кілометрів на південь від міста Далат (В'єтнам). Є найбільшим комерційним аеропортом провінції Ламдонг у Центральному нагір'ї В'єтнаму.
У грудні 2009 року у Міжнародному аеропорту Л'єнкхионг завершено роботи з масштабної реконструкції та модернізації аеропортового комплексу, що проводилися головним чином для можливості прийому великих повітряних суден.

## Історія
Історія аеропорту починається у 1933 році, коли на території майбутньої сучасної повітряної гавані французькими колоністами було розгорнуто злітно-посадкову смугу довжиною 700 метрів з ґрунтовим покриттям. З 1956 до 1960 року підрозділи Військово-повітряних сил США провели реконструкцію старих об'єктів аеропорту та ввели до експлуатації будівлю пасажирського терміналу Аеропорту Л'єнкхионг з пропускною здатністю 50 000 осіб на рік при можливому піковому навантаженні у 120 пасажирів за годину.
У період з 1964 по 1972 роки в аеропорту виконувалися роботи з модернізації основних об'єктів інфраструктури — злітно-посадкової смуги, перону, під'їзних доріг, а також головного полотна ЗПС, покриттям якого став заглиблений на 8-10 см спеціальний армоасфальт. Після проведеної реконструкції аеропорт отримав в експлуатацію злітно-посадкову смугу розмірами 1480х37 метрів з асфальтовим покриттям, перон площею 21 100 метрів і сучасну під'їзну дорогу до будівлі аеровокзалу завдовжки 2,1 кілометра. Після об'єднання В'єтнаму, з 30 квітня 1975 до 1980 року Аеропорт Л'єнкхионг перейшов під контроль В'єтнамської народної армії і використовувався головним чином для забезпечення перевезень чиновників і інших високопоставлених осіб країни.
З 1981 по 1985 роки здійснювалися регулярні пасажирські перевезення у Хошимін, однак потім рейси були припинені через мале завантаження літаків даного напрямку і відновлені лише в 1992 році.
З жовтня 2004 року спостерігається безперервне зростання пасажирського потоку з до Ханойського Міжнародного аеропору Нойбай, регулярні рейси на даному маршруті виконуються на літаках Fokker 70. Станом на грудень 2009 року крім чартерних рейсів здійснюються регулярні пасажирські перевезення в Хошімін (два рейси на день) і Ханой (один рейс на день).

## Операційна діяльність
26 грудня 2009 в аеропорту введено в дію нову будівлю пасажирського терміналу площею 12 400 м². З 2010 року двоповерховий термінал має всю інфраструктуру, необхідну для обслуговування рейсів міжнародних напрямків.
Максимальна пропускна здатність пасажирського терміналу Міжнародного аеропорту Льенкхионг становить від півтора до двох мільйонів осіб за рік.

### Авіакомпанії й пункти призначення

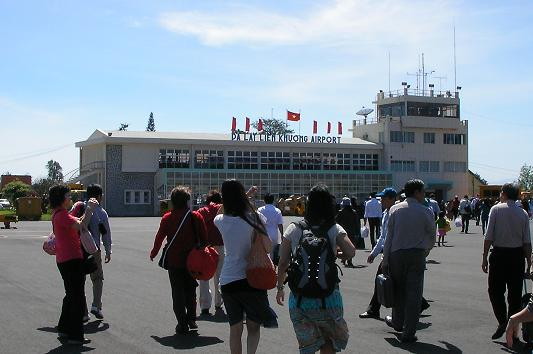
Колишня будівля пасажирського терміналу Міжнародного аеропорту Льенкхионг

| Авіакомпанія     | Місто прибуття (аеропорт) |
| ---------------- | ------------------------- |
| Air Mekong       | Хошимін                   |
| Vietnam Airlines | Дананг, Ханой, Хошимін    |

### Плановані внутрішні рейси
- Кантхо — Міжнародний аеропорт Чанок

### Заплановані міжнародні рейси
У найближчі кілька років з Міжнародного аеропорту Л'єнкхионг планується відкрити регулярні маршрути пасажирських перевезень e Сингапур, Південну Корею, Лаос і Камбоджу.

## Наземний транспорт
До Далата з аеропорту можна доїхати на маршрутному транспорті за 20 000 донгів, квитки продаються поруч із секцією отримання багажу. Таксі до міста обійдеться у близько 250 000 донгів (приблизно 15 доларів США).

## Авіаподії і нещасні випадки
- 29 грудня 1973 року: Виконував чартерний рейс пасажирський Douglas C-53D авіакомпанії Air America, при посадці викотився за межі злітно-посадочної смуги. З дев'яти чоловік на борту ніхто не постраждав. Літак отримав серйозні пошкодження і надалі не відновлювався[4].